# 米絲琳
米絲琳，本名詹燕如，台灣女性漫畫家，尖端出版第一屆少女漫畫新人獎第二名得主，創作領域為少女漫畫與BL漫畫。出道作品為《可以愛我嗎？》，於2008年5月刊登於《夢夢少女漫畫月刊》；同年發表第1篇中長篇連載《有機男孩》與《花語故事》小短篇，於尖端出版《夢夢少女漫畫月刊》與《甜芯少女漫畫月刊》進行交錯連載。 
其畫風、故事廣受少女粉絲喜愛，勇於嘗試畫風革新。

## 著作
單行本
- 《有機男孩》（2009年，尖端出版）
- 《祈願花》（2009年，尖端出版）
- 《純愛視線》（2010年，尖端出版）
- 《愛戀舞色系》（2010年，尖端出版）
- 《偷心保鑣》（2011年，尖端出版）
- 《闇夜神話【上】》（2011年，尖端出版）
- 《闇夜神話【下】》（2012年，尖端出版）
- 《醉後決定愛上你》（2012年，尖端出版）
- 《專鼠小霸王》（2012年，尖端出版）

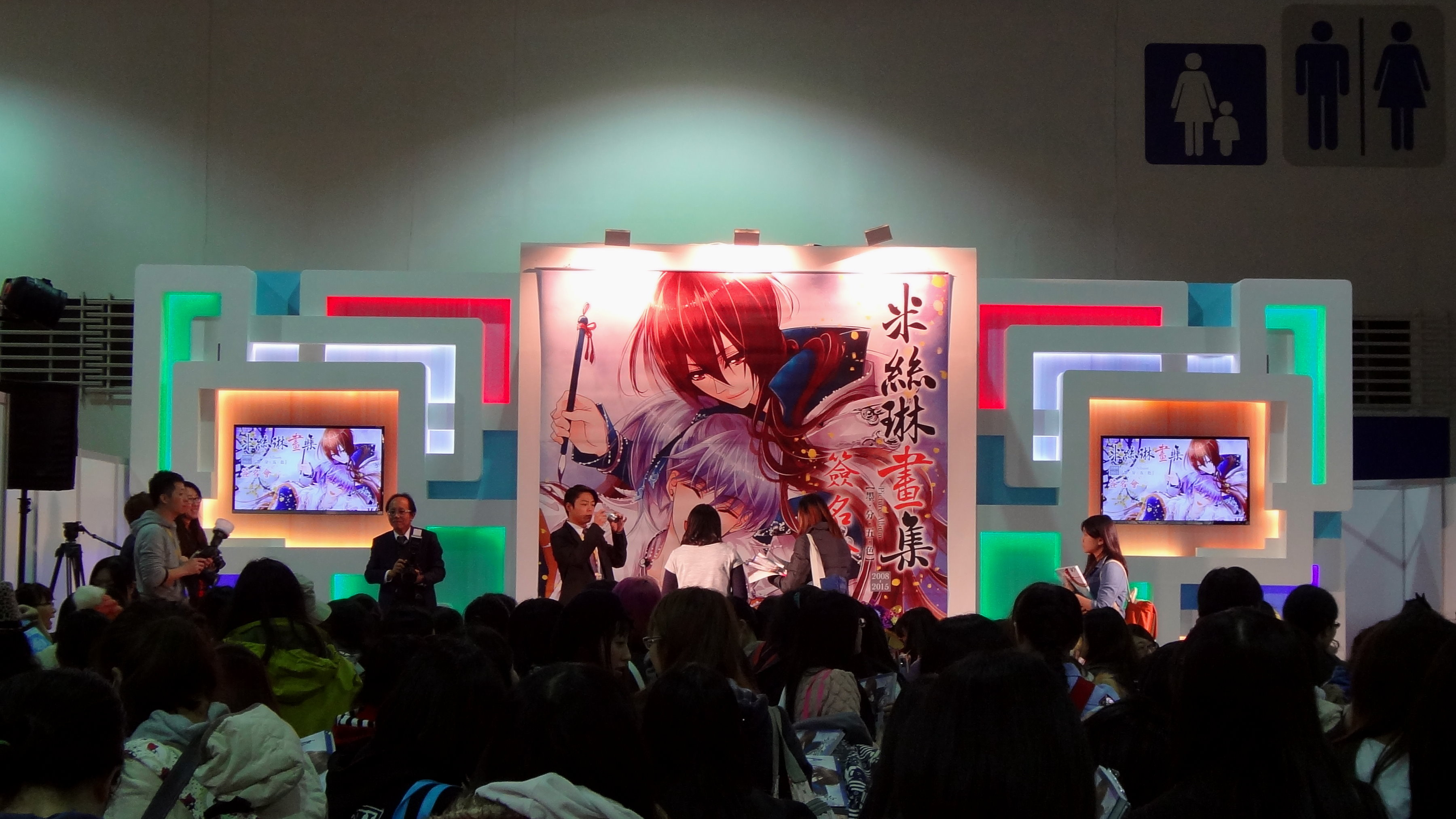
2016年台北國際動漫節，米絲琳《米絲琳畫集~墨分五色~》簽名會

- 《米絲琳的上色好好玩》（2012年，尖端出版）
- 《青春取向 ~ Be your Lover ~ 》（與顆粒、林珉萱合輯，2012年，尖端出版）
- 《偷心少俠①》（2013年，尖端出版）
- 《偷心少俠②》（2014年，尖端出版）
- 《偷心少俠③》（2014年，尖端出版）
- 《只為你動心》（2015年，尖端出版）
- 《偷心郎君~戲鴛鴦~》（2015年，尖端出版）
- 《偷心郎君~落花飛~》（2015年，尖端出版）
- 《偷心郎君~忘憂醉~》（2016年，尖端出版）
- 《偷心郎君~情猖狂~》（2016年，尖端出版）
- 《偷心郎君~夢回首~》（2017年，尖端出版）
- 《麒麟之一世君奴》（2018年，尖端出版）
- 《偷心郎君~愛恨顛~》（2018年，尖端出版）
- 《麒麟之二世敵手》（2019年，尖端出版）

畫集
- 《米絲琳畫集~墨分五色~》（2016年，尖端出版）

## 獲獎經歷
- 2010年，《有機男孩》獲得第一屆金漫獎最佳漫畫新人獎。

## 外部連結
- 米絲琳(湘伶)-痞客邦 PIXNET  （页面存档备份，存于） 個人blog
- 米絲琳 同學會 facebook個人頁面